# Christophe Roux
Pour les articles homonymes, voir Roux (patronyme).
Christophe Roux, né le 27 juillet 1983 à Verbier, est un skieur alpin suisse, devenu  moldave.

## Biographie
Fils du skieur Philippe Roux, il fait ses débuts en compétition officielle lors de la saison 1998-1999. 
Il n'obtient pas de résultats significatifs en tant que suisse et prend la nationalité moldave en 2006 ne pouvant percer en équipe nationale. Il rejoint Urs Imboden et Sascha Gritsch dans l'équipe des « légionnaires » moldaves. En décembre 2006, il fait ses débuts dans la Coupe du monde au super-combiné de Reiteralm et compte finalement douze départs. Il court aussi les Championnats du monde 2007 à Åre et ceux de 2009 à Val d'Isère, où il obtient son meilleur résultat avec une 36e place au slalom géant.
Présent dans la délégation moldave lors des Jeux olympiques de 2010, à Vancouver, il prend part au slalom, prenant la 28e place et au slalom géant, arrivant 44e. Il prend sa retraite sportive à l'issue de la saison 2009-2010.

## Palmarès

### Jeux olympiques d'hiver
| Épreuve / Édition | Slalom | Slalom géant |
| JO 2010 Vancouver | 28e    | 44e          |

### Championnats du monde
| Épreuve / Édition | Åre 2007 | Val d'Isère 2009 |
| Slalom            | Abandon  | Abandon          |
| Slalom géant      | Abandon  | 36e              |
| Super G           | 61e      | -                |
| Super-combiné     | Abandon  |                  |